# Tephrina presbitaria
Tephrina presbitaria là một loài bướm đêm trong họ Geometridae.